# آینامه

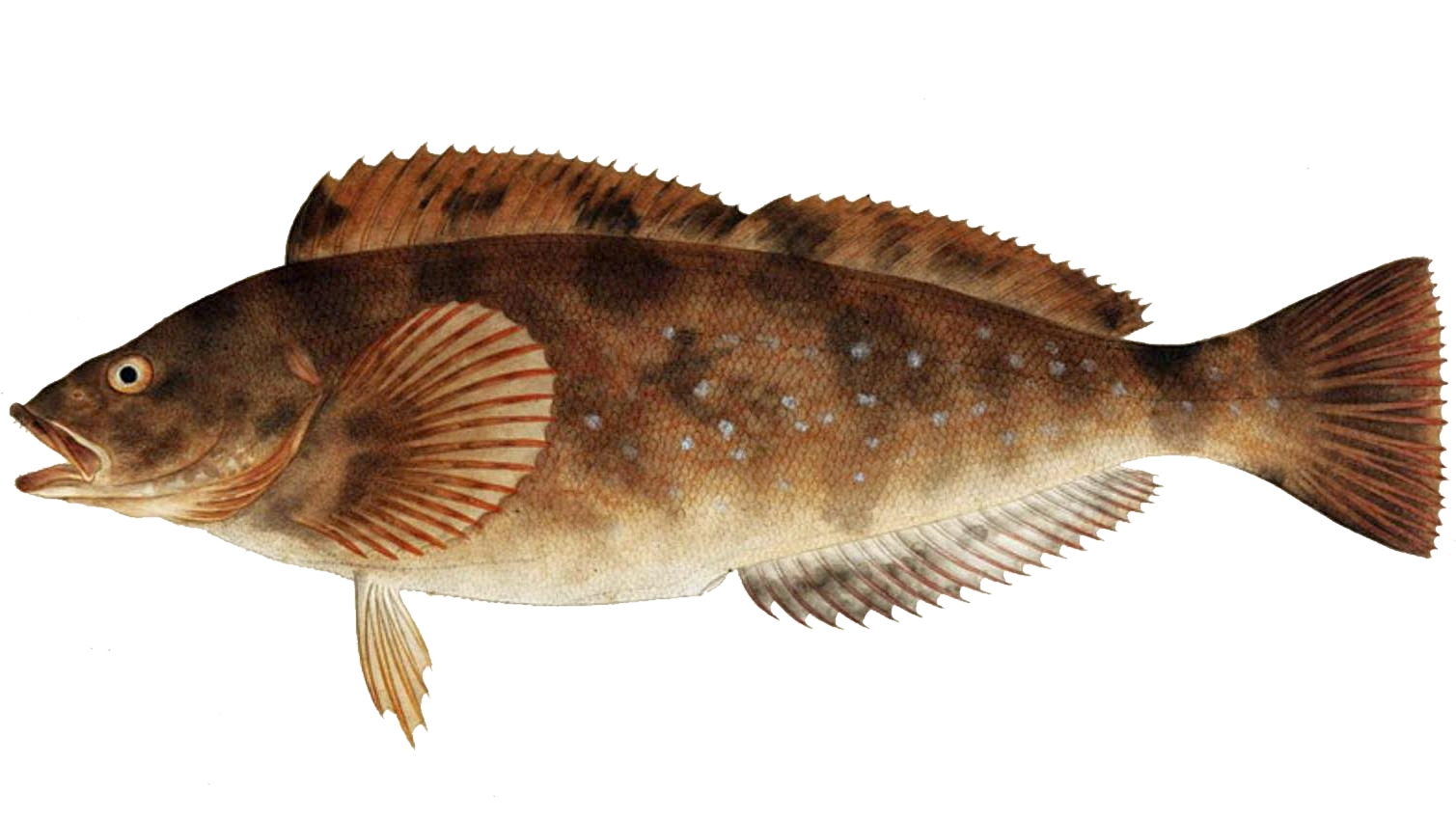

آینامه (به ژاپنی: 鮎魚女、鮎並、愛魚女 アイナメ) یک نوع ماهی از تیره درازماهیان سبز و یک از عناصری که در تهیه سوشی در ژاپن استفاده می‌شود.